# Dragon Ball Z: Budokai 3
Dragon Ball Z: Budokai 3 (ドラゴンボールZ3, Doragon bōru zetto surī, littéralement « Dragon Ball Z 3 »), est un jeu vidéo de combat développé par la société Dimps. Le jeu est disponible depuis 2004 sur PlayStation 2.
Ce jeu qui reprend l'univers du manga Dragon Ball a succédé à Dragon Ball Z: Budokai 2 qui a été une nouveauté notamment dans les domaines des graphismes et de la jouabilité.
La troisième incarnation de cette série offre un choix de 38 personnages du monde de Dragon Ball Z, Dragon Ball GT ainsi que des films de la série. Dans ce jeu, on peut retrouver un mode Histoire avec une totale liberté de mouvement dans le monde, que ce soit sur la planète Terre ou sur Namek.
Il existe également un système de téléportation qui permet au joueur, avec certains personnages, de se téléporter instantanément derrière son adversaire, excepté Mr. Satan, Videl, et Oob. Ce système de téléportation donne au jeu vitesse et dynamisme.

## Système de jeu
Le jeu se joue avec une barre de ki qui augmente si le joueur frappe l'adversaire ou s'il charge son ki. Il y a également une barre de vie, qui est normalement séparée en six barres : blanche, violette, bleu, verte, jaune, et orange.

## Modes de Jeu

### Le mode Histoire
Ce mode présente une nouveauté par rapport précédent opus. En effet, on passe du plateau de jeu où les personnages sont dirigés tels des pions vers des objets, des capsules et des personnages à combattre, à une interface tridimensionnelle représentant la planète Terre telle qu'elle est conçue dans le dessin animé, à petite échelle. On y retrouve, par exemple, la maison du Goku et de Chi-Chi, l'île où vit Tortue Géniale, le désert, la ville. La planète Namek est elle aussi représentée dans le jeu.
Le personnage a une fonction bien définie dans ce mode intermédiaire et transitionnel. En effet, il ne peut que survoler la Terre, ce qui offre une liberté limitée. Il se déplace vers les lieux de combats, qui restent le plus souvent fidèles à Dragon Ball Z.
De plus, le personnage peut, toujours en survolant l'espace défini, trouver des objets, de l'argent, voire les Dragon Ball qui lui permettront une fois rassemblées, d'invoquer le célèbre dragon Shenron, qui accorde un vœu précieux. Par exemple, obtenir la capsule « percée », qui permet d'acquérir toutes les compétences d'un personnage lors d'un combat. Le détecteur de boules de cristal est une aide fondamentale pour pouvoir les trouver rapidement.
Des personnages supplémentaires apparaissent. En effet, le nombre a augmenté depuis Dragon Ball Z: Budokai 2, étant donné que les personnages-clé de Dragon Ball GT sont inclus, comme Goku petit, Li Shenron, Uub. Ainsi que certains personnages des films, notamment Broly et Cooler.
Le jeu suit la trame du scénario en fonction du personnage choisi pour effectuer le mode histoire. On peut très bien choisir Goku, Piccolo, Gohan, Goku petit. Parfois, le joueur se retrouve confronté à des choix. Sur sa carte du monde, la Terre ou Namek, peuvent être indiquées plusieurs zones de combats, dans lesquelles l'adversaire est différent. Ceci influencera la suite du jeu, les futurs adversaires, et enfin, les futures capsules que le joueur pourra emporter à l'issue des combats.

### Le mode Duel
Affrontez vos amis ou l'ordinateur dans des combats endiablés.

### Le mode Championnat du monde
Affronter des ennemis dans 4 catégories (Novice, Initié, Maître, Cell Game) et gagner des zénies (la monnaie du jeu).

### Modifications des techniques
Voilà le mode où vous pourrez modifier les capsules de vos combattants, ajouter des capsules à Cell ou en retirer à Vegeta par exemple. Ou encore échanger vos capsules par l'intermédiaire de la carte mémoire avec quelqu'un d'autre.

## Personnages jouables
Le jeu propose quarante-quatre personnages disponibles au total (une fois que les personnages secrets ont été débloqués) :
- Son Goku
- Son Goku (enfant)
- Son Gohan (enfant)
- Son Gohan (adolescent)
- Son Gohan (adulte)
- Son Goten
- Vegeta
- Trunks (enfant)
- Trunks (adulte)
- Piccolo
- Krilin
- Mr. Satan
- Videl
- Great Saiyaman
- Yamcha
- Ten Shin Han
- Raditz
- Nappa
- Saibai-man
- Recoome
- Ginyû
- Freezer
- C-16
- C-17
- C-18
- C-20 / Dr. Gero
- Cell
- Cell Junior
- Dabra
- Boo
- Super Buu
- Kid Buu
- Kaiô Shin
- Majin Vegeta (bonus)
- Gotenks (bonus)
- Vegeto (bonus)
- Gogeta (bonus)
- Gogeta (Super Saïyen 4) (bonus)
- Baddack
- Cooler
- Broly
- Li Shenron
- Oob (enfant)
- Kaiobito (bonus)